# The Eye of the Storm
The Eye of the Storm è un film australiano del 2011, diretto da Fred Schepisi ed interpretato da Charlotte Rampling, Geoffrey Rush e Judy Davis.
Il film è basato sul romanzo L'occhio dell'uragano di Patrick White (Premio Nobel per la letteratura 1973).

## Accoglienza

### Incassi
Il film ha incassato circa 2100000 $ al livello mondiale.

## Riconoscimenti
- Premio Speciale della Giuria Marc'Aurelio alla Festival internazionale del film di Roma 2011
- Melbourne International Film Festival, Age Critics' Award per il miglior lungometraggio australiano[3]
- AACTA Award
  - 2012 – Migliore attrice protagonista a Judy Davis
  - 2012 – Migliore scenografia a Melinda Doring
  - 2012 – Migliori costumi a Terry Ryan